# Берестнев, Аркадий Тимофеевич
Аркадий Тимофеевич Берестнев (1919—1987) — участник Великой Отечественной войны, полный кавалер ордена Славы.

## Биография
Родился в 1919 году в деревне Касьяново (Вятская губерния) в семье крестьянина. После окончания 4 классов работал в колхозе.
В Красную Армию был призван в 1939 году. В боях начал принимать участие в сентябре 1942 года. В октябре 1943 года, во время боёв за Невель (Псковская область), сумел сделать 10 проходов проволочных заграждений противника, установил около 800 противопехотных и противотанковых мин, вынес с поля боя 10 раненых сослуживцев. 27 декабря 1943 был награждён орденом Славы 3-й степени. В ночь с 3 на 4 июля вблизи деревни Дохнары (Витебская область) во время разведывательного рейда получил ценные данные о месте расположения позиций противника и состоянии дорог на территории, занимаемой противником. При возвращении вступил в бой, в результате которого уничтожил около 10 гитлеровцев и взял в плен двух «языков». 2 августа 1944 был награждён орденом Славы 2-й степени. Во время Рижской наступательной операции (сентябрь 1944 года), во время разминирования минного поля был ранен, однако продолжал разминировать поле. В этот же день был ранен во второй раз. Ранение оказалось тяжёлым, и ему были ампутированы обе ноги. 24 марта 1945 года был награждён орденом Славы 1-й степени.
В июне 1945 года был комиссован. Работал мотористом. В 1975 году вышел на пенсию.
Скончался 19 декабря 1987 года.

## Награды
- Орден Отечественной войны 1-й степени (11 марта 1985);
- Полный кавалер ордена Славы:
Орден Славы 1-й степени (24 марта 1945 — № 1173);
Орден Славы 2-й степени (2 августа 1944 — № 2840);
Орден Славы 3-й степени (27 декабря 1943 — № 29187);
- Медаль «За отвагу» (30 мая 1945)

## Память

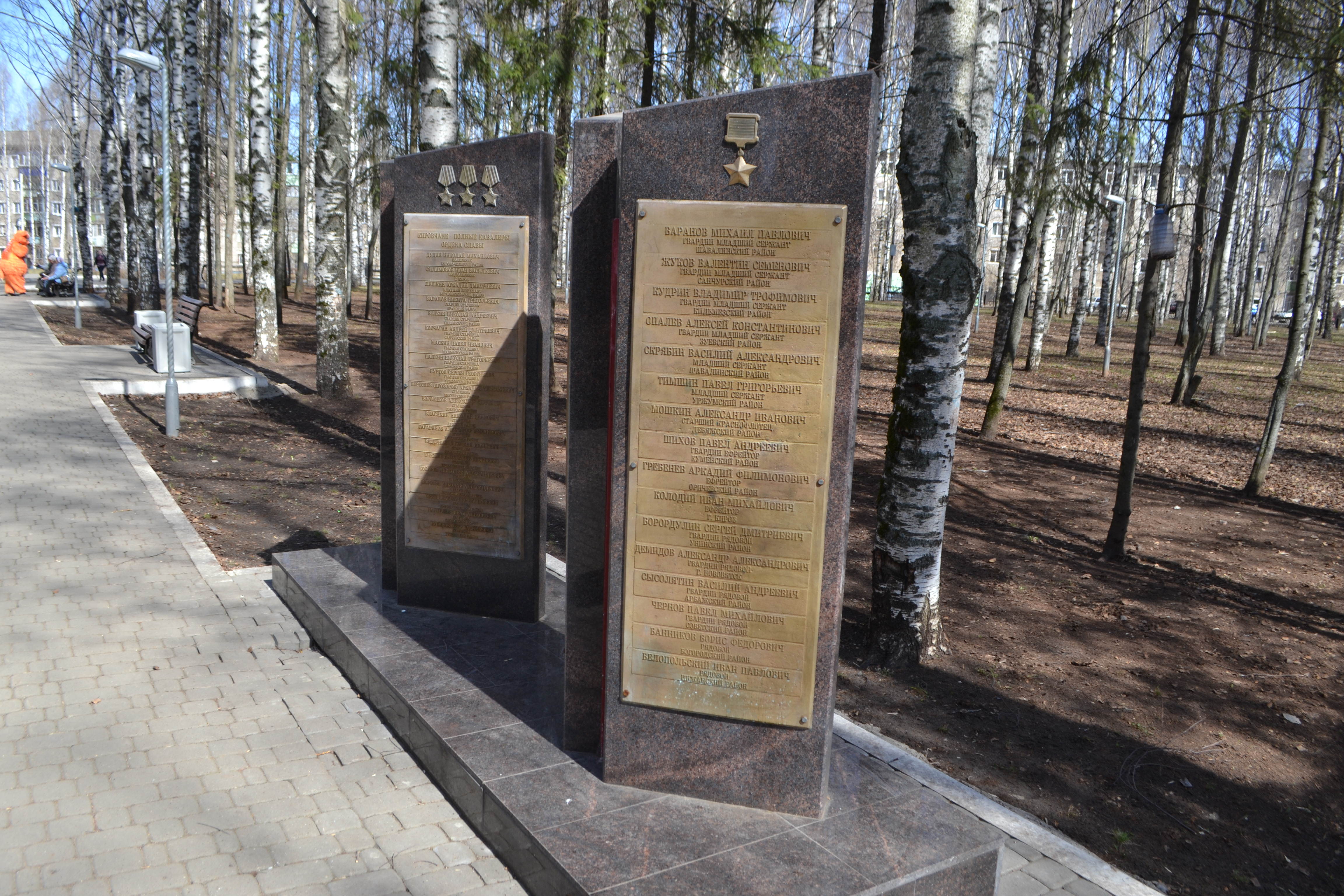
Имя Героя выбито на гранитной стеле на Аллее Славы в парке Победы города Кирова 2019.

- Имя Героя выбито на гранитной стеле на Аллее Славы в парке Победы города Кирова 2019.